# Bente Jensen
Bente Jensen (* 9. November 1951) ist eine ehemalige dänische Fußballspielerin, die als Nationalspielerin drei Mal in Folge die Nordische Meisterschaft gewann.

## Karriere

### Vereine
Jensen spielte im Seniorinnenbereich ausschließlich für den in Svendborg auf der Insel Fünen ansässigen Boldklubben Stjernen.

### Nationalmannschaft
Jensen bestritt als Nationalspielerin in drei Jahren sieben Länderspiele, jeweils zwei davon bei ihren drei Turnierteilnahmen um die Nordische Meisterschaft 1974 in Finnland, 1975 in Dänemark und 1976 in Schweden. Sie debütierte am 27. Juli 1974 in Markusböle im ersten Turnierspiel beim 1:0-Sieg über die Nationalmannschaft Schwedens. Mit ihrem Einsatz im zweiten Turnierspiel, beim 5:0-Sieg über die Nationalmannschaft Finnlands tags darauf in Mariehamn auf Fasta Åland, der Hauptinsel des Åland-Archipels, wurde sie mit ihrer Mannschaft auch Turniersieger. Dieser Erfolg gelang auch in den beiden Folgeturnieren. Bei ihrer zweiten Teilnahme erzielte sie im zweiten Spiel am 27. Juli 1975 in Vejle beim 3:0-Sieg über die Nationalmannschaft Schwedens mit dem Treffer zur 1:0-Führung in der zehnten Minute ihr einziges Länderspieltor. Am 2. Oktober 1976 trug sie in Roskilde beim 1:1-Unentschieden im Freundschaftsspiel gegen die Nationalmannschaft Schwedens das letzte Mal das Trikot der DBU.

## Erfolge
- Nordischer Meister 1974, 1975, 1976